# Ratolí arborícola de Tà Xùa
El ratolí arborícola de Tà Xùa (Typhlomys taxuansis) és una espècie de mamífer rosegador de la família dels platacantòmids. És endèmic del nord-oest del Vietnam, on viu a altituds d'entre 2.000 i 2.200 msnm. El seu hàbitat natural són els boscos montans humits i boirosos. L'holotip tenia una llargada de cap a gropa de 85 mm, la cua de 117 mm i un pes de 21,1 g, dimensions que en fan un dels representants més grossos del gènere Typhlomys. El seu nom específic, taxuansis, significa ‘de Tà Xuà’ i es refereix a la reserva natural que és la localitat tipus d'aquesta espècie. Com que fou descobert fa poc, encara no se n'ha avaluat l'estat de conservació, però els seus descriptors han proposat que es catalogui com a espècie en risc mínim per l'estabilitat de les seves poblacions i la seva distribució.